# 马希尔·阿萨德
马歇尔·哈菲兹·阿萨德（1967年12月8日—）是叙利亚军事和政治人物，是叙已故前总统哈菲兹·阿萨德的小儿子、前总统巴沙尔·阿萨德的弟弟，曾担任叙利亚共和国卫队司令、第四装甲师师长，以及秘密警察部队首长。他是巴沙尔政权的核心成员之一，亦曾被认为是叙国内仅次于巴沙尔的第二位最有权势的人物。

## 早年生活
马希尔·阿萨德生于1967年12月8日，是哈菲兹·阿萨德与阿妮萨（父姓马赫卢夫）最小的孩子。他父亲成为叙利亚总统时他才两岁大。和阿萨德家族的其他孩子一样，他很小就成为公众关注的焦点。
马希尔在自由学院完成了中学教育，之后在大马士革大学学习商学。大学毕业后，他和他的大哥巴塞勒·阿萨德一样进入军队任职。
当巴塞勒于1994年死于车祸后，马希尔被认为是他父亲可能的接班人。但最终却是他缺乏军事经验和政治野心的二哥巴沙尔·阿萨德接替了其父的位置。外界推测是马希尔脾气火爆的性格使他父亲最终选择了巴沙尔。

## 商业活动
马希尔与他的表弟拉米·马赫卢夫在黎巴嫩经营着一些数个类型的商业项目。有报道称两人关系紧张，这也被认为是马赫卢夫的业务在2005年转移到迪拜的原因。一些观察家认为，马赫卢夫的业务转移的原因是因为他担心自己可能成为叙利亚开展反腐败宣传活动的替罪羊。
马希尔通过穆罕默德·汉舒一度控制了媒体网站，汉舒是大马士革逊尼派穆斯林，马希尔被认为是汉舒的长期幕后老板。2011年5月23日，欧盟对汉舒施加制裁，理由是他为叙政府在内战期间使用武力镇压示威者提供资金。根据《财富杂志》的说法，马希尔通过黎巴嫩麦地那银行从事洗钱操作获利十亿美元，该银行是专门提供给伊拉克官员及其同伙在联合国石油换食品计划实施过程中非法洗钱拿回扣的场所，在2003年伊拉克战争爆发时倒闭。有资料显示通过该银行转移和洗钱的金额超过十亿美元，25％的佣金被叙利亚官员及其黎巴嫩同伙所得，其中就有马希尔的份。
麦地那银行的记录显示马希尔的办公室主任哈立德·卡杜尔已经转移到贝鲁特的一栋价值250万美元的公寓中，调查人员相信这一转移的目的是将公寓交予马希尔所有。麦地那银行倒闭案的卷宗在黎巴嫩司法部，但涉及马希尔的部分仍在黎巴嫩中央银行。2011年6月23日，欧盟对马希尔办公室主任哈立德·卡杜尔施加制裁，理由是为当局使用暴力镇压示威者提供资金。马希尔的另一位商业合作伙伴里法特·库瓦特利也遭受了类似的制裁。

## 军旅生涯
1994年大哥巴塞勒死于车祸后，马希尔担任叙利亚共和国卫队的旅长，他显示出一个优秀指挥官的才能。当旅长期间，他积累了宝贵的军事经验，并与周围的军官私交甚好。他父亲哈菲兹·阿萨德于2000年去世后，他由少校晋升中校。后来他成为共和国卫队司令，据说这一卫队的重要职责是保护代尔祖尔地区油田的可观收入，此外他还担任陆军的精锐部队第四装甲师师长，这个师的前身是马希尔的叔叔里法特·阿萨德领导的总统卫戍旅。
2000年6月，马希尔当选执政的阿拉伯复兴社会党（叙利亚地区）中央委员会委员，后来他劝说哥哥巴沙尔在统治的最初几个月内停止了短暂的政治开放，即所谓的大马士革之春。三年后马希尔在约旦会见了以色列商人、前外交部总干事埃坦·本祖尔，表示愿意在没有先决条件的情况下与以色列重开和平谈判。这一提议被时任以色列总理阿里埃勒·沙龙拒绝了。
马希尔经常与他的兄长巴沙尔总统一起公开露面，并被认为是巴沙尔总统的最亲密顾问之一。马希尔与姐夫阿塞夫·肖卡特尽管都是巴沙尔政权的核心成员，但两人关系不和，有传言说1999年10月马希尔在一次争吵中开枪击中了肖卡特的肚子。肖卡特大难不死，而又据说两人后来和解了。
在梅利斯报告被泄露出去的草案版中提到，马希尔和肖卡特都涉嫌卷入黎巴嫩前总理拉菲克·哈里里遇刺案。根据草案版本，“一名住在黎巴嫩的叙利亚裔人自称，他在黎巴嫩为叙利亚情报部门工作，他供认在联合国安理会第1559号决议通过大约两周后，马希尔·阿萨德、阿塞夫·肖卡特、哈桑·哈利勒、巴赫贾特·苏莱曼和贾米勒·赛义德决定暗杀拉菲克·哈里里”。
2008年，马希尔负责镇压了塞德纳亚的一起监狱暴动，约25人在镇压行动中被杀。人权组织的录像显示，马希尔用手机拍下了暴动后被肢解的政治犯尸体的照片。马希尔在流亡中的大姨子玛吉德·贾丹指认录像中的人就是马希尔本人。

## 在叙利亚内战中的角色
2011年3月中旬叙利亚内战开始后，马希尔领导的部队在镇压南部城市德拉、港口城市巴尼亚斯、中部霍姆斯省和北部伊德利卜省的反政府势力的行动中发挥了关键作用。《洛杉矶时报》报道，反政府的社会活动家和观察家宣称，现存的录像资料显示马希尔亲手朝在大马士革郊区巴尔泽区的手无寸铁的抗议者开枪。原马希尔手下的叛变士兵宣称，马希尔命令他们使用致命武器对付手无寸铁的示威者。一位叛逃的狙击手宣称，在围攻德拉期间：“上级命令我们从一开始就瞄准（示威者的）心脏。虽然没有具体数字，但只要有示威者就格杀勿论。”
土耳其总理雷杰普·塔伊普·埃尔多安形容马希尔在叙利亚内战中的行为接近“野蛮”，并向巴沙尔总统施压，要求解除马希尔的军事指挥职务并将他流放。2011年4月27日美国宣布由于马希尔侵犯叙利亚人权而对他施加制裁。两周后，2011年5月10日，欧盟以马希尔是在叙内战中暴力对待示威者的主要领导者为由对他施加制裁。阿拉伯国家联盟列出了一个叙利亚19位官员的名单，名单上有马希尔·阿萨德、马希尔的表弟暨电信大亨拉米·马赫卢夫以及其他军事和情报部门高官，他们被禁止进入其他阿拉伯国家，他们在这些国家的资产也被冻结。
2012年7月大马士革炸弹袭击事件导致多名叙军队和情报部门高官身亡，事件过后马希尔的角色愈发重要。从2012年7月18日至22日，经过四天的围攻，马希尔领导的第四装甲师收复了被反对派武装占领的大马士革的三个区。
2024年敘利亞反對派攻勢期間，他負責指揮敘利亞共和國衛隊，並在大馬士革陷落後經伊拉克逃往俄羅斯。

## 私人生活
马希尔与玛娜勒（父姓贾丹）结婚，两人育有两女一子（沙姆、布莎拉、巴塞勒）。与巴沙尔的妻子阿斯玛·阿萨德一样，马希尔的妻子玛娜勒出身于逊尼派而不是阿拉维派家庭。
马希尔被认为脾气过于火爆而不适合当一个有影响的领导人。比如在1999年10月，他的姐夫阿塞夫·肖卡特当着他的面说了很多关于他的叔叔里法特·阿萨德（当时已经流亡海外）的言论，他心烦意乱，竟开枪意外击中了姐夫的肚子。